# ۲۵۹ (عدد)
۲۵۹ یک عدد طبیعی است که بعد از ۲۵۸ و قبل از ۲۶۰ قرار دارد.